# Man & Woman/My Painting
『Man & Woman／My Painting』（マン アンド ウーマン/マイ ペインティング）は、MY LITTLE LOVERのデビューシングル。

## 解説
この曲でデビューを果たした。両A面ではあるが、歌番組では「Man & Woman」の方が歌われることが多かった。両A面ということで、ミュージック・ビデオも両曲ともに作られており、表ジャケットの写真は「Man & Woman」のMVにも登場し、裏ジャケットの写真は「My Painting」のMVのワンシーンである。初登場は48位であったが9週目にTOP10入りし、デビュー曲ながらミリオンセラー寸前の大ヒットとなった。

## 収録曲
両曲作詞・作曲：小林武史　編曲：小林武史 & MY LITTLE LOVER
1. Man & Woman
  - 管編曲:小林武史 & 山本拓夫）
2. My Painting
  - 弦編曲:小林武史 & 桑野聖
  - コーラスには、Mr.Children「everybody goes -秩序のない現代にドロップキック-」にもコーラスで参加していたes sistersが参加している。
  - 収録アルバムは『evergreen』のみであり、ベスト・アルバムには一切収録されていない。
3. Man & Woman (instrumental version)
4. My Painting (instrumental version)

## 補足事項
発売時の作詞者クレジットは"KATE"となっていたが、『evergreen』収録時には小林の単独名義に修正されている。この"KATE"は"Kenji Akko Takeshi Ensemble"の略語を意味し、女性が作詞しているイメージを作るために小林が付けた共作名義であったが、実際は小林が単独で制作したものであったことが変更の理由である。

## 収録アルバム
- evergreen (#1,2)
- singles (#1)
- akko (#1)
- Best Collection (#1)
- evergreen+ （#1・2　両曲ともリミックスバージョン）